# 伊藤竹之助
伊藤 竹之助（いとう たけのすけ、1883年（明治16年）7月16日 - 1948年（昭和23年）1月22日）は、日本の実業家。元伊藤忠商事社長。

## 来歴・人物

### 生い立ち
父は福井県熊川村の初代村長逸見勘兵衛（へんみ かんべえ）。
逸見竹之助は、福井県熊川村で生まれ、滋賀県商業学校を卒業し、伊藤本店に番頭候補として入店。二代・伊藤忠兵衛の1年先輩の竹之助は、後に初代伊藤忠兵衛の長女トキの娘フキ（二代忠兵衛の姪）と24歳で結婚し、伊藤姓を名乗る。伊藤竹之助はよきパートナーとして生涯二代忠兵衛を支える。
初代・伊藤忠兵衛の娘婿伊藤忠次郎を初代とする伊藤忠次郎家2代目。 

### 若狭出身の伊藤忠関係者
- 井上富三（呉羽紡社長、伊藤忠取締役、呉羽化工呉羽センイ会長、電電公社経営委員）
- 井上長三郎（伊藤忠商事専務、伊藤忠不動産社長、呉羽紡会長、大阪福井県人会副会長）
- 松木鐘一（丸紅常務、専務、監査役）
- 吹田三郎（伊藤忠商事取締役、不二製油副社長）
- 小林栄三（伊藤忠商事名誉理事）

## 家族　親族
- 妻：ふき（父は初代伊藤忠兵衛の長女ときの娘婿伊藤忠次郎　母とき）
  - 長男：伊藤英吉
    - 孫：伊藤公一
      - ひ孫：伊藤公平ほか

    - 孫：伊藤武
    - 孫：伊藤恵子
    - 孫：美子
    - 孫：伊藤英介

  - 次男：伊藤順吉
    - 孫：伊藤建夫
    - 孫：伊藤正
- 義弟：伊藤孝太良（阪神大水害で大同貿易[5]社長で伊藤忠商事監査の伊藤孝太良家族6人がなくなる。長男一二と次男八郎は無事だった）[6][7]
- 義妹：篤子（古川義三妻）
- 義妹：志津（福本養之助妻）